# Cassandra Salviati

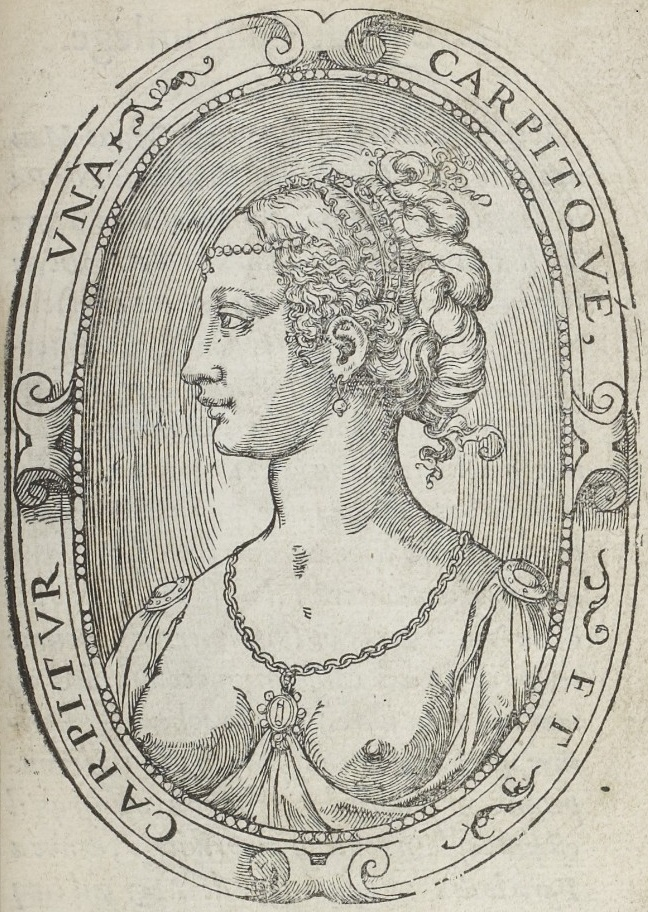
Cassandre Salviati mit 20 Jahren (Fantasie-Stich aus Les Amours von Ronsard, 1552)

Cassandra Salviati (geboren um 1531; gestorben um 1606 oder 1607) war ein Familienmitglied der Familie Salviati, einem Adelsgeschlecht aus Florenz. Sie diente Pierre de Ronsard als Muse.

## Leben
Sie war die Tochter des italienischen Bankiers Bernard Salviati, welcher auch das Schloss Talcy in seinem bis heute erhaltenen Stil prägte. Sie heiratete im November 1546 Jean de Peigné, den Herrn von Pray / Pré.
Das Paar soll eine Tochter gehabt haben, welche einen Guillaume de Musset heiratete: der französische Schriftsteller Alfred de Musset betrachtete sich als einen direkten Nachfahren Cassandras.

## Zeitgenössische Dichtung und Nachruf
Auf einem Hofball im nicht weit von Talcy entfernten Schloss Blois, am 21. April 1545, begegnete der französische Dichter Pierre de Ronsard (1524–1585) der noch vierzehnjährigen, aber frühreifen Cassandra. Sie spielte Laute, tanzte wunderbar und leidenschaftlich, und war nach seiner Auskunft eine geheimnisvolle, sinnliche Schönheit mit dunklen Haaren und langen Wimpern.
Pierre de Ronsard erinnerte sich ihrer noch lange und will ihr nachgehangen haben wie Dante seiner Muse Beatrice oder Petrarca seiner Laura. Ronsard widmete ihr 1552 Les Amours de Cassandre, in denen er lebhaft seine Liebesvorstellungen im petrarkistischen Stil beschwört, und zeichnete auch ein fiktives Porträt, welches als Titelblatt seines Buchs diente.
Ein Vorort von Mer sowie die dortige Grundschule wurden nach Cassandre Salviati benannt.